# 三庙镇
三庙镇，是中华人民共和国重庆市合川区下辖的一个乡镇级行政单位。

## 行政区划
三庙镇下辖以下地区：
三庙镇社区、玉观村、三岔村、白鹤村、角庙村、仁和村、石堰村、凤凰村、响铃村、宝龙村、灯台村、福寺村、青庙村、戴花村、凤山村、龙窝村和安塘村。